# Мартті Агтісаарі
Мартті Ойва Калеві Агтісаарі (фін. Martti Oiva Kalevi Ahtisaari; 23 червня 1937, Виборг — 16 жовтня 2023, Гельсінкі) — фінський державний діяч і дипломат, десятий президент Фінляндії (1994—2000), спеціальний посланець генерального секретаря ООН з керівництва процесом визначення майбутнього статусу Косова. З 1965 року поперемінно працював в міністерстві закордонних справ Фінляндії і ООН. Виступав міжнародним посередником в різних збройних конфліктах, які велися між ПАР і повстанцями Намібії, НАТО і Югославією, Великою Британією і ірландськими терористами, Індонезією і сепаратистами провінції Ачех. У листопаді 2005 року призначений спеціальним посланцем генерального секретаря ООН в Косові. Лауреат Нобелівської премії миру 2008 року.

## Біографія
Мартті Агтісаарі народився 23 червня 1937 року в карельському місті Вийпурі у Фінляндії (тепер — місто Виборг). З 1965 року став працювати у відділі з надання допомоги країнам, що розвивалися (згодом — департамент співпраці з країнами, що розвиваються), міністерства закордонних справ Фінляндії. У 1973 році Агтісаарі призначено надзвичайним і повноважним послом Фінляндії в Танзанії, а в 1975 році, за сумісництвом, очолив фінську дипломатичну місію в Замбії, Сомалі і Мозамбіку.
У 1977 році Агтісаарі обійняв посаду уповноваженого ООН в Намібії. У 1984 році Агтісаарі повернувся до Фінляндії: обійняв у міністерстві закордонних справ посади помічника державного секретаря з питань допомоги країнам, що розвиваються, і начальника департаменту допомоги країнам, що розвиваються. У 1987 році Агтісаарі став заступником генерального секретаря ООН з господарських й адміністративних питань. У 1989—1990 роках Агтісаарі керував в Намібії UNTAG (англ. United Nations Transition Assistance Group) — восьмитисячним військовим і цивільним контингентом ООН, що займався підготовкою демократичних виборів.
У 1991 році Агтісаарі очолив міністерство закордонних справ Фінляндії. У 1992—1993 роках був головою робочої групи з Боснії і Герцеговини на міжнародній конференції ООН з колишньої Югославії в Женеві, виступав на конференції як спеціальний консультант і обіймав посаду спецпредставника генерального секретаря ООН у справах колишньої Югославії.
У 1994 році Агтісаарі обрано президентом Фінляндії. Навесні 1999 року став одним з мирних посередників під час війни в Югославії, запропонував план мирного врегулювання — угода про принципи для сприяння врегулюванню кризи в Косові, який був прийнятий керівництвом Югославії.
В 1998 році присвоєно звання почесного доктора НаУКМА.
У 2000 році, після закінчення президентського терміну, Агтісаарі заснував неурядову організацію «Ініціатива з управління кризами» (англ. Crisis Management Iniatiative, CMI). У 2000 році працював в комітеті «трьох мудреців», завдяки яким Австрія вийшла з дипломатичної ізоляції з боку інших країн ЄС. У 2000–2001 роках інспектував склади озброєнь Ірландської республіканської армії. У 2005 році за посередництва Агтісаарі і CMI був підписаний мирний договір, що поклав край тридцятирічній війні між урядом Індонезії і сепаратистським рухом в провінції Ачех. У тому ж 2005 року Агтісаарі призначено спеціальним посланцем генерального секретаря ООН з керівництва процесом визначення майбутнього статусу Косова. У 2007 році він представив план мирного врегулювання косовського конфлікту, який, проте, через позиції Росії і Китаю не був прийнятий Радою безпеки ООН.
У жовтні 2008 року Агтісаарі нагороджено Нобелівською премією миру — «за ті зусилля у вирішенні міжнародних конфліктів, які він прикладав на кількох континентах протягом трьох десятиліть». Після звістки про присудження премії Агтісаарі в інтерв'ю повідомив про намір заснувати фонд від свого імені: «коли я піду на покій, хай мою справу продовжують інші».
Агтісаарі був одруженим, мав сина.

## Визнання
- Лауреат Нобелівської премії миру 2008 року.